# 誇りと自由を胸に、ザンビアの歌を
誇りと自由を胸に、ザンビアの歌を（英語: Stand and Sing of Zambia, Proud and Free）は、ザンビアの国歌である。メロディーは、1897年にエノック・ソントンガによって作曲された賛美歌「神よ、アフリカに祝福を」から採られている（このため、南アフリカ共和国の国歌の一部、タンザニアの国歌と同じメロディーである）。歌詞はザンビアの独立後に新たに合作されたもので、ソントンガの詞がアフリカ全体を対象にしていたのに対して、ザンビアを対象としたものに改められている。

## 歴史
1897年にエノック・マンカイ・ソントンガによって作詞・作曲された「神よ、アフリカに祝福を」は、現在の南アフリカにおいてキリスト教の賛美歌としてつくられ、よく知られた曲になった。この曲はまた、パン・アフリカ主義にもとづくアフリカ系住民の解放運動・ナショナリズム運動を象徴する曲（アンセム）として周辺諸国にも広がった。
1964年、イギリスの議会においてザンビア（イギリス保護領北ローデシア）の独立法が通過し、ザンビアはイギリスから独立することとなった。この年、それまでの北ローデシア国歌「女王陛下万歳」に代わり、「神よ、アフリカに祝福を」がザンビアの国歌として採用された。
その後間もなく、「神よ、アフリカに祝福を」の旋律にザンビアの国歌としての新たな歌詞を付すことが決定された。国家による選考（コンペティション）が開かれたが、応募作品にはその全部をそのまま国歌とするのに十分なものがないと判断された。その結果、応募された6作品を合わせて編集し「誇りと自由を胸に、ザンビアの歌を」が創られ、作詞者全員が受賞の対象となった。作詞者としてクレジットされているのは、G Ellis, E.S. Musonda, J.M.S. Lichilana, I Lowe, J Sajiwandani, R.J. Seal の6人である。
1973年、ザンビアの議会は国歌法を成立させ、「誇りと自由を胸に、ザンビアの歌を」の英語歌詞を法的にザンビアの国歌とした。この国歌法ではまた、国歌を「侮辱、軽蔑、嘲笑 (insult or bring into contempt or ridicule)」することを犯罪とし、大統領に国歌の歌い方を定め、またその使用を制限できる権利を認めた（当時の大統領は、独立以来その職にあったケネス・カウンダで、1972年以後統一民族独立党による一党独裁制を敷いていた。1991年に複数政党制を認め、選挙を経て退任）。
2005年、ザンビアの女性団体は、「誇りと自由を胸に、ザンビアの歌を」の歌詞が男性に偏りすぎているとして、その改定を求める請願を行った。これに対応して女性を含める形での歌詞の改変が決定され、また「誇りと自由を胸に、ザンビアの歌を」は「国家の遺産を反映した歴史的な歌詞をもとに作られたもの ("Stand and Sing of Zambia, Proud and Free" was ... composed of historical lyrics that reflect the country's heritage)」と規定された。しかし2012年に Michelo Hansungule 教授は歌詞が依然として男性主義的であることを指摘しており、また南アフリカ国歌とメロディーが共通であることから、知的財産権への影響があるともザンビアの国家主権が問われるとも主張している。

## 歌詞
コーラスは3番の後にのみ歌う。

1番
Stand and sing of Zambia, proud and free,
Land of work and joy in unity,
Victors in the struggle for the right,
We have won freedom's fight.
All one, strong and free.
2番
Africa is our own motherland,
Fashion'd with and blessed by God's good hand,
Let us all her people join as one,
Brothers under the sun.
All one, strong and free.
3番
One land and one nation is our cry,
Dignity and peace 'neath Zambia's sky,
Like our noble eagle in its flight,
Zambia, praise to thee.
All one, strong and free.
コーラス
Praise be to God.
Praise be, praise be, praise be,
Bless our great nation,
Zambia, Zambia, Zambia.
Free men we stand
Under the flag of our land.
Zambia, praise to thee!
All one, strong and free.

## 日本語歌詞
コーラスは3番の後にのみ歌う。

1番
立ちて歌え ザンビアの歌を 誇りと自由を胸に
労働と歓喜が共に在りし地
我らの権利を勝ち取った
我らは自由の為の戦いに勝利した
全てが団結し 強大で自由なり
2番
アフリカは我らの母なる地
神の手により祝福されし地
全ての民を団結させん
太陽の下の同胞を
全てが団結し 強大で自由なり
3番
一つの地 一つの国は我らの叫びなり
ザンビアの空の下には尊厳と平和がある
空飛ぶ高貴なる鷲の如く
ザンビア 汝を讃えん
全てが団結し 強大で自由なり
コーラス
神を讃えよ
讃えよ 讃えよ 讃えよ
偉大なる国に祝福あれ
ザンビア ザンビア ザンビア
自由なる民は立つ
我らの国旗の下に
ザンビア 汝を讃えん！
全てが団結し 強大で自由なり